# Gafas

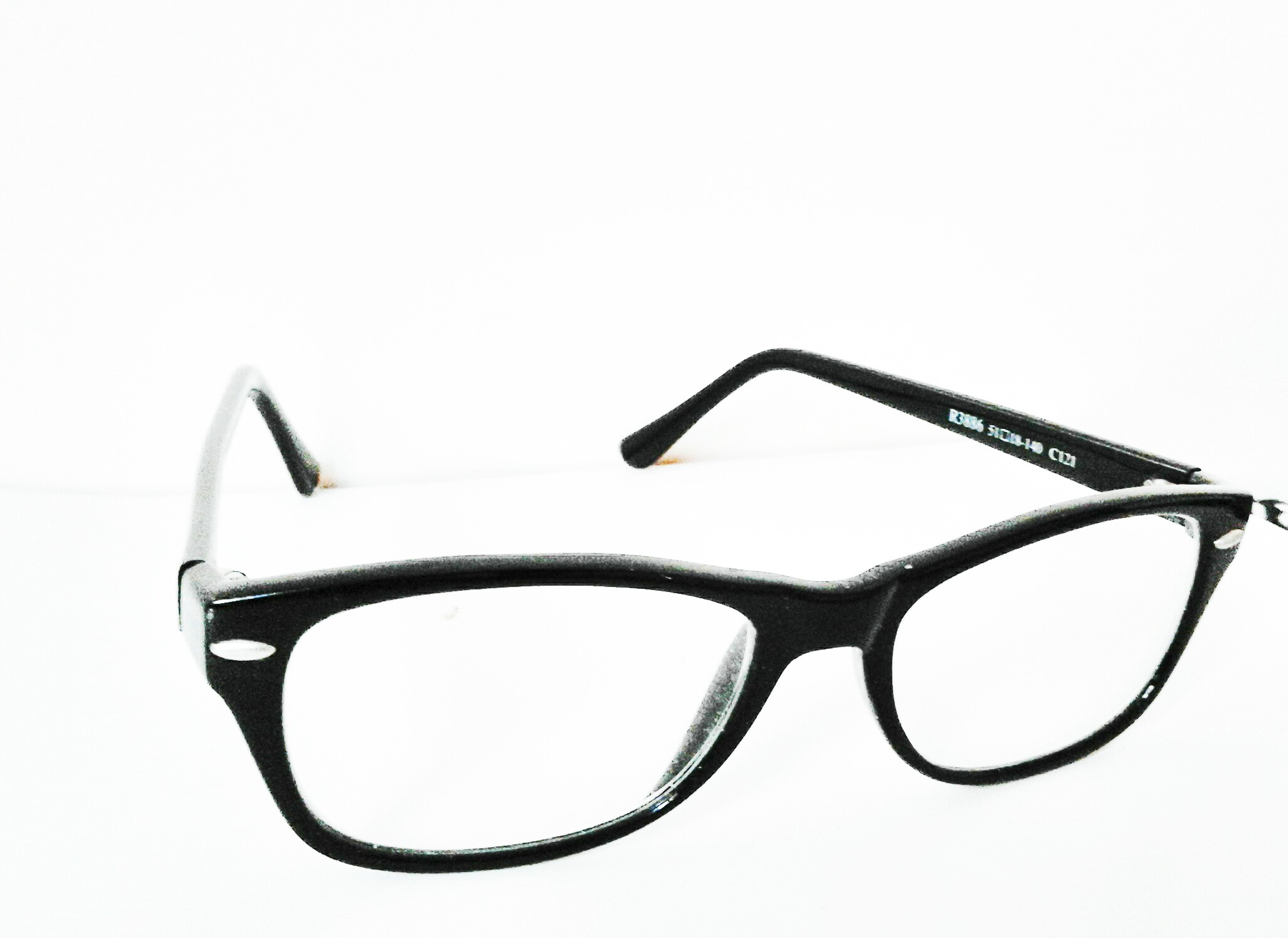
Montura de unas gafas, la forma más habitual de los dispositivos oculares

Las gafas, también conocidas como lentes, anteojos, antiparras, binóculo o espejuelos, son un instrumento óptico formado por un par de lentes sujetadas a un armazón, que se apoya en la nariz mediante un arco y dos patillas (también llamadas varillas o gafas) que ayudan a sostenerlas en las orejas.
Aunque históricamente se han usado para mejorar y corregir la visión, las gafas también han evolucionado hacia la protección ocular (como equipo de seguridad laboral, destinado a evitar los daños que podrían causar en los ojos elementos como escombros o numerosos productos químicos); con fines estéticos y de moda; hacia las gafas 3D para el cine tridimensional o los sistemas anaglifos para la estereoscopía; o hacia las gafas de visión nocturna ideadas para entornos con poca luz. Así mismo, a partir de finales del siglo XX se ha producido su introducción en el campo de la informática y de la realidad virtual.

## Generalidades

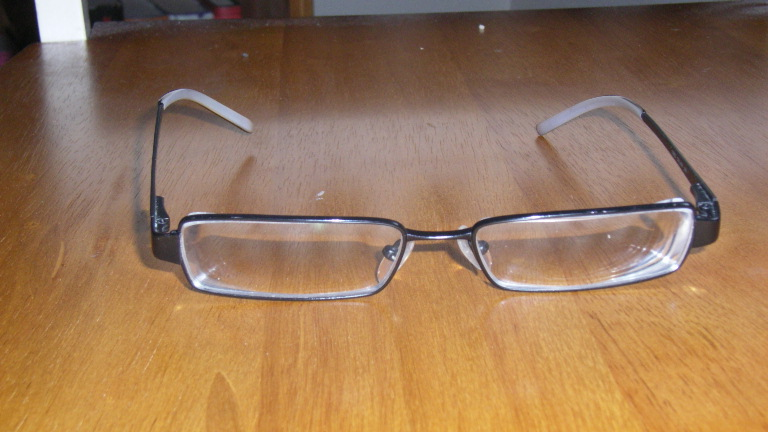
Gafas para ver de cerca

Las gafas son una combinación de dos productos sanitarios: las lentes y la montura que el profesional óptico u optometrista adapta a un paciente determinado basándose en la corrección precisa de cada ojo, su distancia interpupilar y la montura escogida. Se usan principalmente para compensar defectos de la vista, tales como la miopía, el astigmatismo, la hipermetropía o la presbicia; aunque también existen gafas especiales para proteger a los ojos en actividades en las que exista un riesgo para estos (en este caso si no tienen corrección óptica no son producto sanitario). Funcionan enfocando la luz a través de las lentes para compensar los defectos visuales.
Existen también gafas bifocales en las que combinan dos lentes de distinta graduación en una sola, indicadas para pacientes présbitas permitiendo al usuario ver a lo lejos y de cerca; y las lentes trifocales permiten además ver a una distancia intermedia. Estas últimas ya no se usan mientras que los bifocales se usan cada vez menos a favor de las lentes progresivas.
Los usuarios de gafas pueden utilizar una correa para evitar que las gafas se caigan. Los usuarios de gafas que sólo las utilizan una parte del tiempo pueden llevarlas sujetas a un cordón que se pasa alrededor del cuello para evitar que se pierdan o se rompan. La pérdida de las gafas sería perjudicial para quienes trabajan en estas condiciones.
Las gafas de sol permiten una mejor visión a plena luz del día y pueden proteger los ojos contra los daños causados por niveles excesivos de luz ultravioleta. Las lentes típicas de las gafas de sol están tintadas para proteger contra la luz brillante o polarizadas para eliminar el deslumbramiento; las gafas fotocromáticas están oscurecidas o ligeramente tintadas en condiciones de oscuridad o en interiores, pero se convierten en gafas de sol cuando entran en contacto con la luz ultravioleta. La mayoría de las gafas de sol de venta sin receta no tienen poder corrector en los cristales; sin embargo, se pueden fabricar gafas de sol graduadas especiales. Las personas con enfermedades cuyo síntoma principal es la fotofobia (como ciertas migrañas o el síndrome de Irlen) suelen llevar gafas de sol o cristales tintados de precisión, incluso en interiores y por la noche.
En inglés existe el término "eyewear" con el significado de gafas, si bien en el contexto del mundo de la vestimenta también hace referencia al aspecto de complemento de moda con el que el diseño de la montura de las gafas se asocia frecuentemente. En consecuencia, incluso en el caso de las gafas que se utilizan para corregir la visión, existe una amplia gama de modas, con monturas de plástico, metal, alambre y otros materiales.
Gran parte de la presencia de la industria de las gafas en el mundo de la moda tiene su origen en las culturas occidentales en la década de 1950, con numerosas celebridades de la época usándolas en público, especialmente las gafas de sol, lo que incrementó notablemente su popularidad. Su crecimiento durante la segunda mitad del siglo XX se atribuye a la compañía Luxottica, que adquirió marcas populares como Ray-Ban, Persol y Oakley, elevando sus precios y convirtiéndolas en un símbolo de estatus social.
En la década de 2010 y principios de la de 2020, se introdujo un enfoque cada vez más técnico hacia la utilidad de las gafas, con experimentos tempranos como Google Glass, Microsoft HoloLens y, posteriormente, Apple Vision Pro, que incorporaron la realidad aumentada a las gafas. Los cascos de realidad virtual también comenzaron a ganar popularidad en la década de 2010.

## Etimología
La palabra castellana 'gafa deriva del catalán gafa, la cual deriva del verbo agafar que significa 'coger'.

## Historia

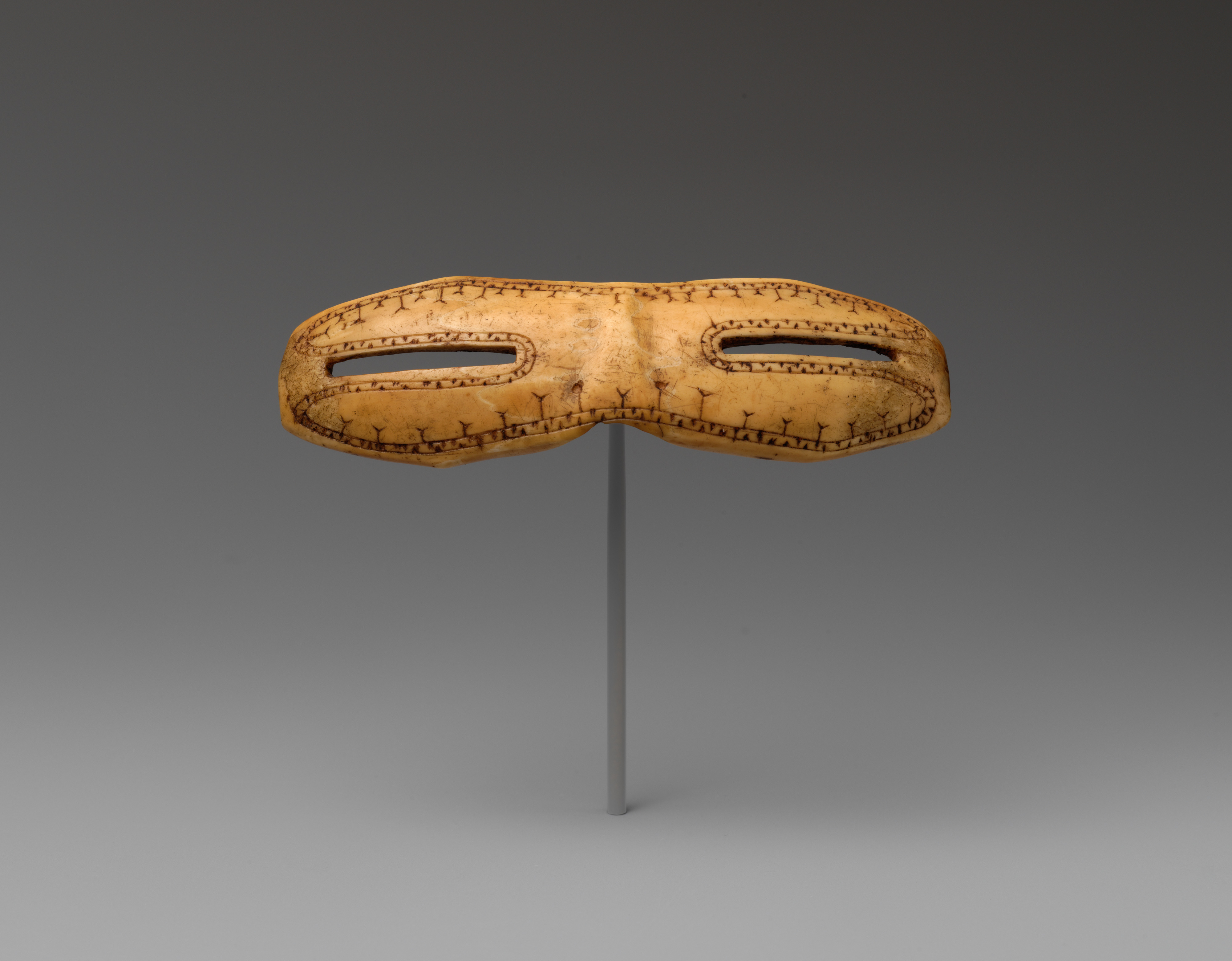
Primitivos anteojos utilizados por los inuit para prevenir la fotoqueratitis (ceguera de la nieve)

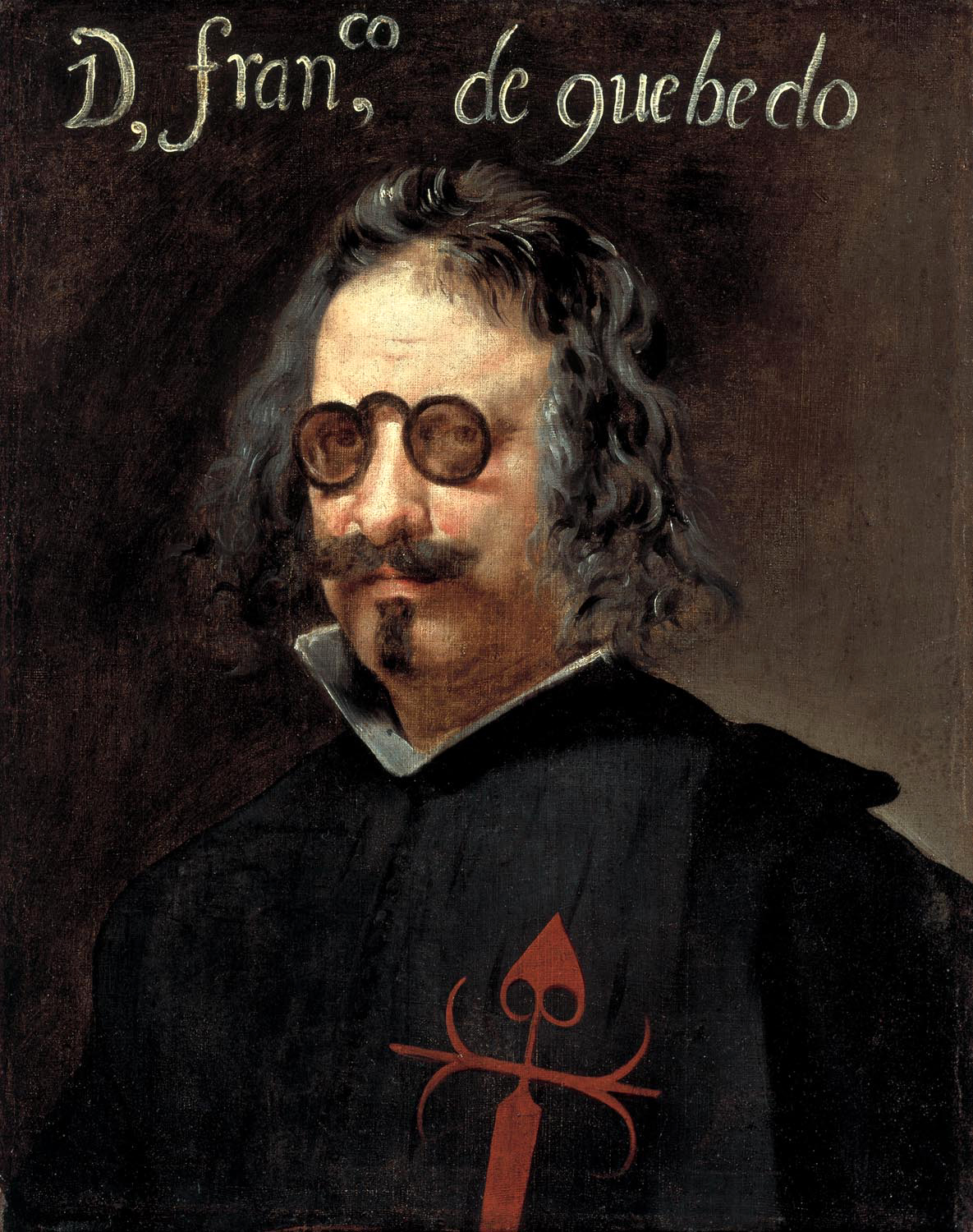
Retrato de mediados del siglo XVII del escritor español Francisco de Quevedo, con los característicos oculares que en castellano han recibido su nombre (quevedos)

### Orígenes
El cuarzo fue uno de los primeros materiales utilizados como piedra de lectura, y también se convirtió en la base del primer tipo de instrumentos creados con el objetivo de facilitar la lectura.
La más antigua referencia histórica a un dispositivo utilizado para aumentar la capacidad de la visión se remonta a los jeroglíficos egipcios del siglo V a. C., en los que aparecen lentes simples de vidrio. Pero también se sabe que se produjeron primitivas lentes en la China Imperial.
El registro escrito más antiguo de un dispositivo para mejorar la visión data del siglo I d. C., cuando Séneca, tutor del emperador Nerón de Roma, escribió: «Letras, sin embargo pequeñas y borrosas, son vistas más amplia y claramente a través de un globo o vaso lleno de agua». Nerón también dijo haber visto los juegos de gladiadores usando una esmeralda como lente correctora. El uso de una lente convexa para ampliar una imagen es analizado en el Libro de Óptica de Alhacén (1021). Su traducción del árabe al latín en el siglo XII fue un elemento clave para la invención de las gafas en la Italia del siglo XIII. También se encuentran registros de unas de las primeras gafas en la Edad Media hechas de madera con un remache en la mitad uniendo ambos lentes dentro del marco.
El tratado De irride («En el arcoíris») del franciscano inglés Roberto Grosseteste, escrito entre 1220 y 1235, menciona el uso de la óptica para «leer las letras más pequeñas desde increíbles distancias». Unos años más tarde, el también franciscano Roger Bacon se  daría a conocer por haber escrito sobre las propiedades de ampliación de las lentes en 1262, siendo el primero que dejó un registro acerca de la corrección de defectos visuales mediante lentes. Comúnmente se atribuye la invención de las lentes convexas a Alessandro Spina (fraile italiano y maestro vidriero), por ser quien difundió su construcción entre 1285 y 1289. También se atribuye al cardenal Nicolás de Cusa la invención de las lentes cóncavas para tratar la miopía en 1451.
Venecia y la Italia septentrional han sido históricamente dos de las principales regiones dedicadas a la producción de gafas en el mundo occidental. Con la aparición de la imprenta y la difusión cada vez más masiva de libros, sectores más amplios de la población comenzaron a adquirir gafas para corregir defectos visuales que reducían la capacidad de leer. En aquella época, las monturas de las gafas se fabricaban principalmente con huesos, cuernos y cuero de animales. La introducción de las monturas de alambre en el siglo XVI permitió la producción en masa de gafas. El siglo XVI también vio la aparición de los quevedos, que se sujetaban al usuario pinzando el puente de la nariz, y que posteriormente se popularizarían en los siglos XVIII y XIX.
En cuanto a las gafas de sol, ya eran conocidas en la China del siglo XII, donde se utilizaban cristales planos de cuarzo ahumado. Por su parte, en la cultura inuit se inventaron las primeras formas primitivas de gafas de sol para proteger los ojos de la ceguera de la nieve. Estos anteojos, aunque no ofrecían ningún beneficio correctivo, en la práctica mejoraban la agudeza visual al estrechar el campo de visión.

### Gafas con patillas
En la primera mitad del siglo XVIII, el óptico británico Edward Scarlett perfeccionó las gafas con patillas, que se ajustaban a la nariz y a las orejas. Las innovaciones presentadas por Scarlett no solo impulsaron la personalización estética de las gafas como moda en Europa, sino que también llevaron a Benjamin Franklin a inventar las lentes bifocales en la América colonial. A mediados del siglo XVIII, Gran Bretaña también vio su primera ola de popularización de las gafas de sol, debido a que James Ayscough creó y vendió gafas de sol tintadas en azul y verde para mejorar la visión general.

### Realidad virtual

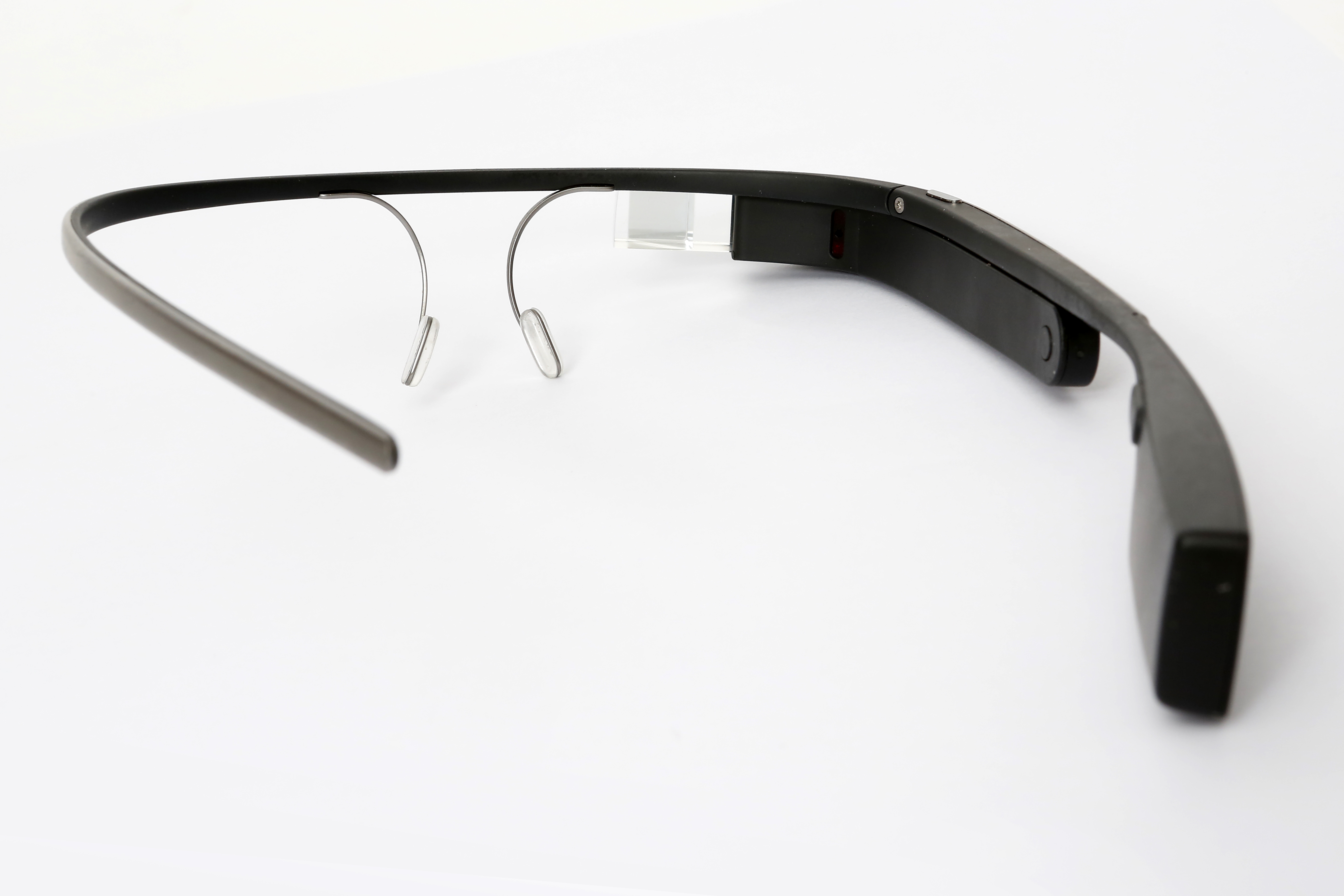
Vista desde atrás del dispositivo Google Glass

La realidad virtual se convirtió lentamente en una tecnología popular a partir de la década de 1990, después del refinamiento de los prototipos de la década de 1950 impulsados por la NASA y otras compañías de tecnología. Sega fue una de las primeras compañías en introducir auriculares de realidad virtual montados sobre la cabeza para paseos por los parques temáticos de Joypolis. Sin embargo, el primer gran salto en la realidad virtual se produjo con Oculus Rift, que luego evolucionó a la línea Quest desarrollada por Facebook, propietario de Meta Platforms. El éxito del Oculus Rift incentivó posteriormente a otras compañías de tecnología como Sony (a través de su marca PlayStation) y HTC Corporation a lanzar sus propios competidores del sistema Oculus. Microsoft, Google y Apple también lanzaron o anunciaron productos en la década de 2010 y principios de la de 2020 en la industria de la tecnología de gafas que incorporaban realidad aumentada.

## Historia de la industria de producción de gafas

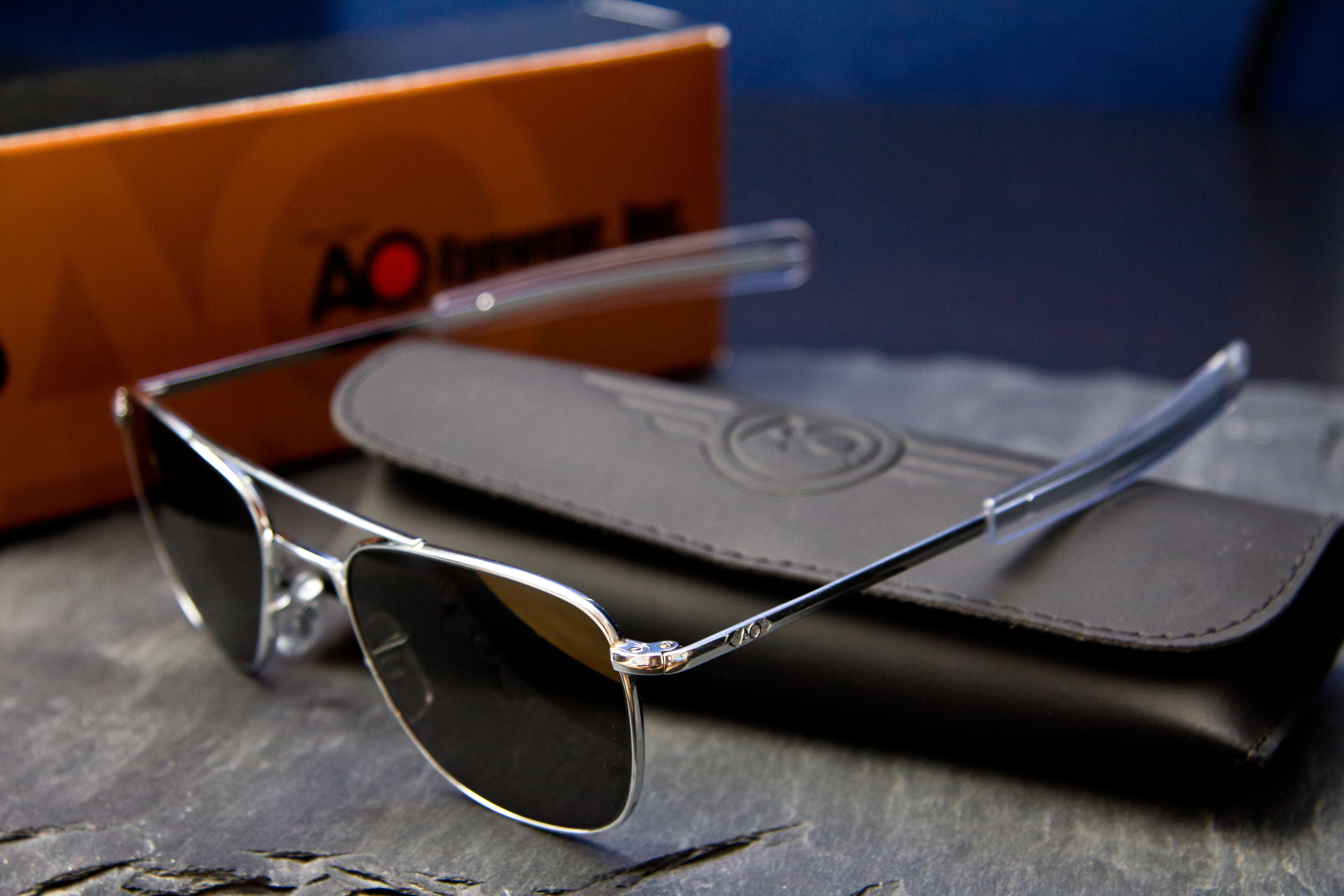
Gafas de sol estilo aviador fabricadas por la American Optical

### Aumento de popularidad
A pesar de los desarrollos anteriores, las gafas comenzaron a ser un artículo de consumo realmente popular a partir de 1929. Foster Grant, que inició sus operaciones ese año, fue uno de los primeros grandes minoristas de gafas en Estados Unidos, estableciendo una tienda en el paseo marítimo de Atlantic City, Nueva Jersey. El Cuerpo Aéreo del Ejército de los Estados Unidos fue uno de los primeros grandes clientes de gafas de sol, al colaborar con Bausch + Lomb para crear gafas que protegieran a sus pilotos del deslumbramiento. Estas gafas de sol evolucionaron posteriormente a las conocidas como gafas de aviador, y el nombre y la marca resultantes, Ray-Ban, se convirtieron en sinónimo de pilotos militares y, más adelante, en un artículo de moda.
Foster Grant continuó contribuyendo al crecimiento de la industria de las gafas de moda mediante la realización de grandes campañas con la participación de celebridades. Para la década de 1960, el nombre de la compañía se había convertido en un sinónimo de las gafas en Estados Unidos, y era el principal productor de gafas de sol en Occidente. Ray-Ban también se había convertido en un importante líder en el sector de las gafas de sol en esa época, con su estilo aviador y, posteriormente, el estilo Wayfarer, que despegaron en popularidad.
Las gafas para el mercado de masas experimentaron un cierto declive en su popularidad durante la década de 1970, debido a la irrupción en la industria de marcas de lujo como Christian Dior e Yves Saint Laurent. Sin embargo, Ray-Ban comenzó a experimentar un resurgimiento en la cultura de masas en la década de 1980, gracias a la asociación con la marca de numerosas celebridades de Hollywood, tanto dentro como fuera del mundo del cine.

### Consolidación de Essilor y de Luxottica

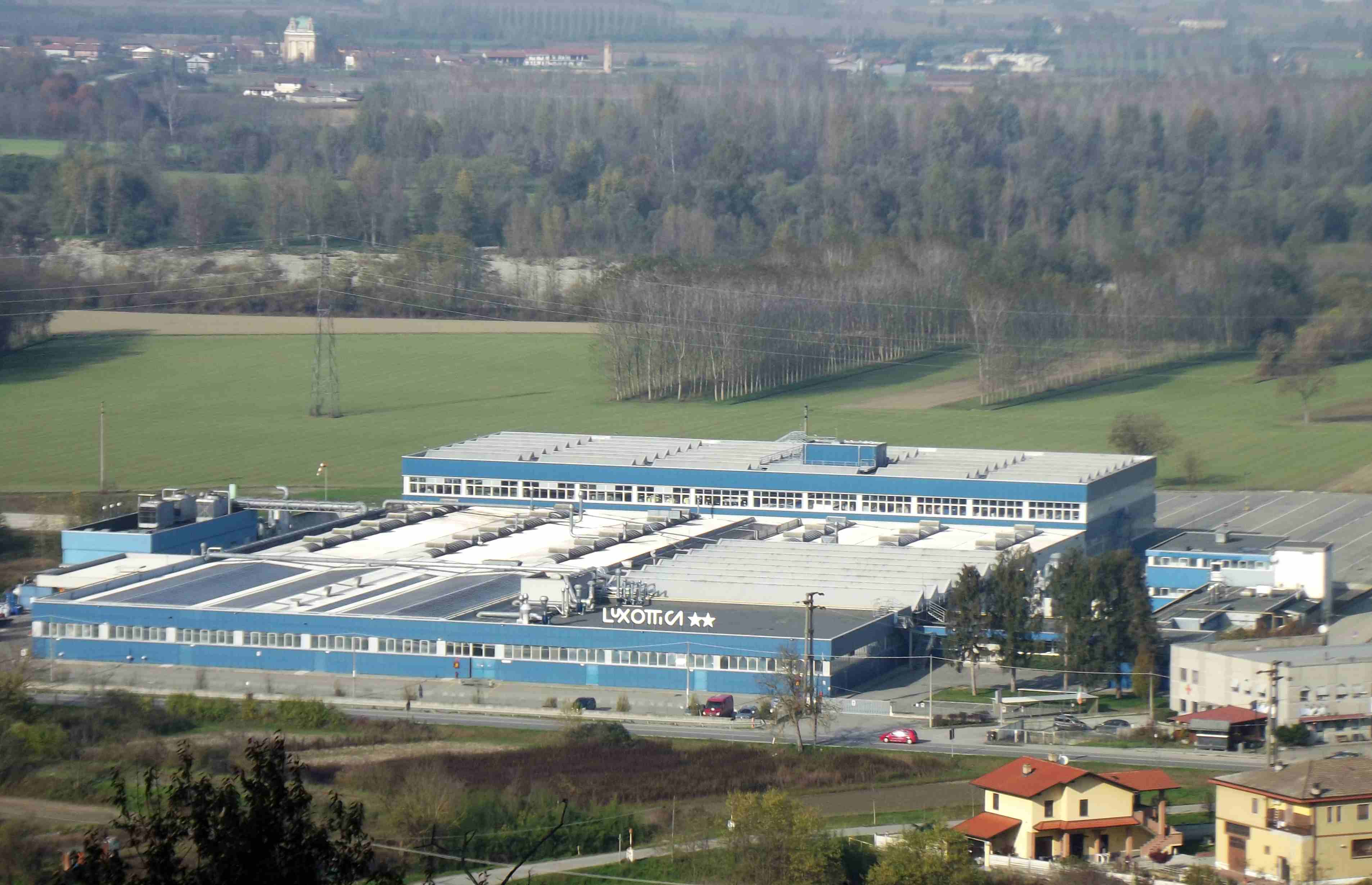
Factoría de Luxottica en Laurino, Italia

En 1971, la empresa italiana Luxottica irrumpió en el panorama de la moda cuando su fundador, Leonardo Del Vecchio, presentó sus gafas graduadas en la Exposición Internacional de Óptica de Milán. Durante las dos décadas siguientes, Luxottica, que en ese momento se centraba exclusivamente en gafas de sol, creció en Europa y comenzó poco a poco a adquirir marcas y minoristas de gafas de sol. En 1988, se firmó su primer acuerdo de licencia importante para producir gafas de sol para Giorgio Armani. En el año 2001, la firma ya había adquirido los minoristas LensCrafters y Sunglass Hut. La compañía también adquirió la totalidad de Persol en 1995 por una cantidad no revelada y Ray-Ban de Bausch + Lomb en 1999 por 640 millones de dólares.
La firma italiana de gafas extendió la marca Ray-Ban por todos los Estados Unidos para rediseñar el producto y posicionarlo como una marca de gafas de sol de primera fila, impulsando posteriormente su expansión global. Luxottica también impulsó la marca de gafas de sol en los mercados del Lejano Oriente para diversificar su atractivo más allá del mundo occidental.
El auge de Luxottica coincidió con una pugna entre la United Fruit Company (hoy Chiquita Brands International) y Goody Brands por las acciones restantes de Foster Grant. Ambos contendientes finalmente tuvieron que ceder ante la oferta de la empresa química alemana Hoechst AG, tras la retirada de ambas compañías por factores ajenos al sector de las gafas. En 2006, el fabricante francés de lentes graduadas Essilor adquirió Foster Grant por 465 millones de dólares, y posteriormente se reorganizó en un holding cotizado en el Nasdaq, llamado FGX International.
Aproximadamente un año después de que Essilor adquiriera Foster Grant, Luxottica adquirió también el fabricante de gafas deportivas Oakley en 2007 por 2.100 millones de dólares. La adquisición se produjo tras una guerra bursátil entre ambas compañías, en la que Luxottica provocó el desplome del precio de las acciones de Oakley, al retirar los productos de Oakley de Sunglass Hut y de LensCrafters, propiedad de Luxottica. Más adelante, en 2014, Essilor compraría Costa Del Mar, un fabricante de gafas deportivas con sede en Daytona Beach especializado en gafas de alto rendimiento, especialmente para pesca deportiva.
En 2018, en una operación por un valor de 48.000 millones de euros, Essilor y Luxottica se fusionaron. Essilor adquirió Luxottica, aunque Del Vecchio codirigió la entidad fusionada, que se renombró como EssilorLuxottica. Luxottica procedió a retirarse de las bolsas de Nueva York y de Italia.

### Revolución del sector causada por internet y las casas de moda

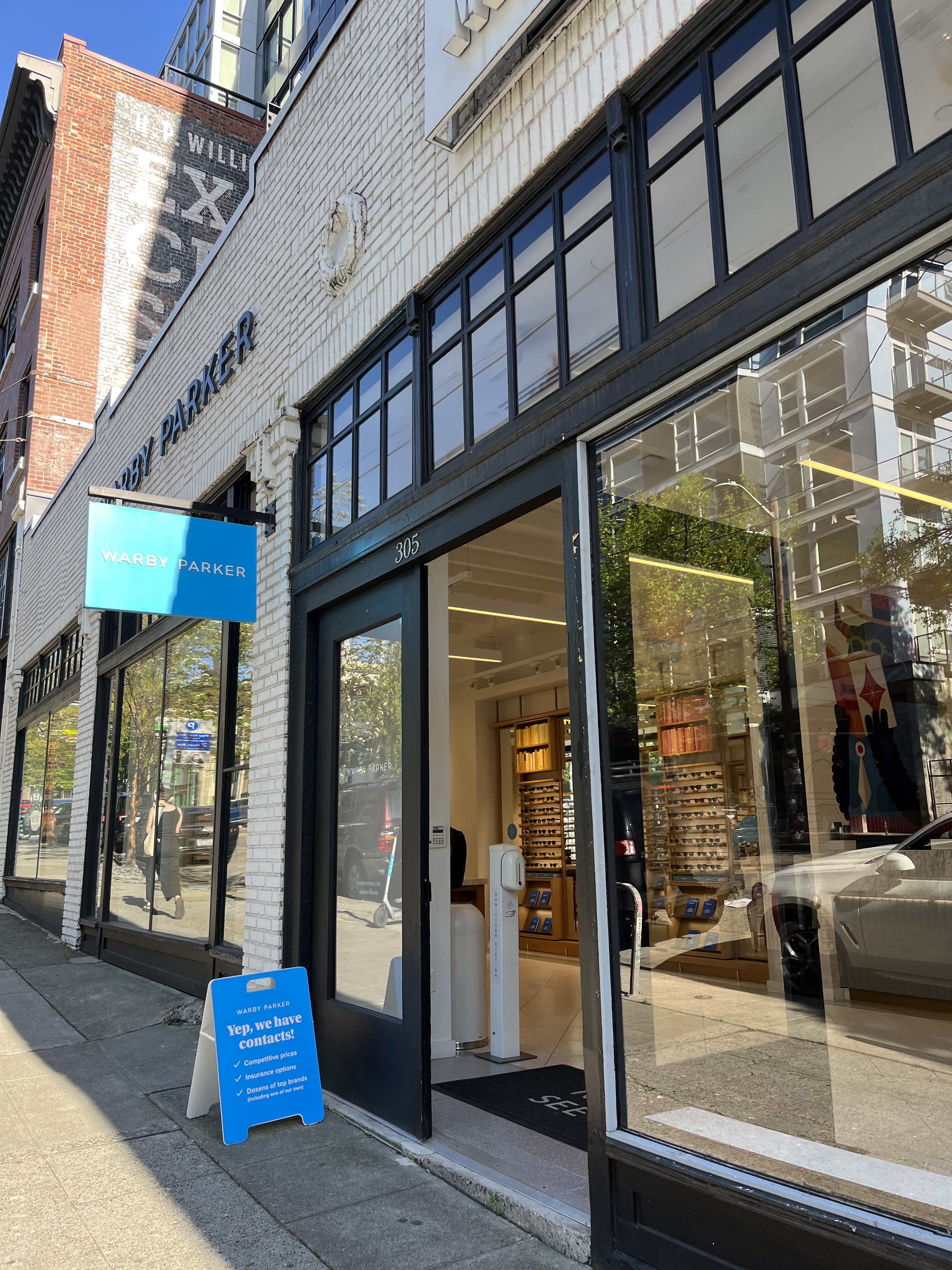
Tienda de Warby Parker en Seattle

Internet, que despertó el interés por la realidad virtual, también propició la fundación de Warby Parker, una compañía que declaró que su propósito expreso era combatir los altos márgenes de beneficio de otras empresas dedicadas a la comercialización de gafas. Warby Parker revolucionó el mercado de las gafas con sus precios, así como con la posibilidad de probarse hasta cinco de sus gafas gratis y de adquirir productos en línea. Desde entonces, varias empresas han seguido su idea y han mejorado el concepto. Nerdy Frames, parte de la nueva generación de empresas con políticas de precios económicos, ha mejorado la calidad de las monturas y lentes, que se ofrecen a precios más bajos. El uso de pruebas virtuales y pruebas prolongadas en casa ha abierto el mercado.
Las tecnologías en línea también han contribuido a una mayor sensibilización del público acerca del dominio de Luxottica en la industria de las gafas, como se ha mostrado por ejemplo en reportajes producidos por la CNBC, el programa 60 Minutes de la CNN y la serie Adam Ruins Everything.
En los últimos años, Kering también ha avanzado en la industria de las gafas al rescindir su contrato con Safilo, para competir con Luxottica e internalizar su fabricación. Kering comenzó su andadura negociando un acuerdo de rescisión de contrato de 90 millones de euros con Safilo y contratando al exdirector ejecutivo de Safilo para dirigir Kering Eyewear, una nueva filial de la compañía dedicada a la fabricación de gafas de diseño propio para sus casas de moda. El conglomerado francés de lujo, propietario de Gucci e Yves Saint Laurent, se ha convertido desde entonces en la segunda empresa más grande del sector de las gafas, y ostentaba una participación de mercado del 20% en 2020, solo superada por la propia Luxottica. Además de fabricar las gafas para sus propias marcas y adquirir la licencia de la firma Cartier, perteneciente al Grupo Richemont, Kering también adquirió otras empresas del sector que antes eran independientes para ampliar su catálogo, en particular Lindberg y Maui Jim.
De igual manera, para competir mejor contra la nueva integración vertical de Kering en el sector de las gafas, el grupo LVMH, propietario de Louis Vuitton, Christian Dior, Fendi y Bulgari, intensificó sus esfuerzos en su división de gafas Thelios, fundada en 2017. LVMH también anunció en 2023 que Bulgari, cuyas gafas eran fabricadas por Luxottica desde 2003, dejaría de utilizar a EssilorLuxottica como proveedor.
Se estima que la industria de las gafas alcanzará una valoración de alrededor de 111.000 millones de dólares para 2026 y de 172.000 millones en 2028.

### Venta minorista de gafas

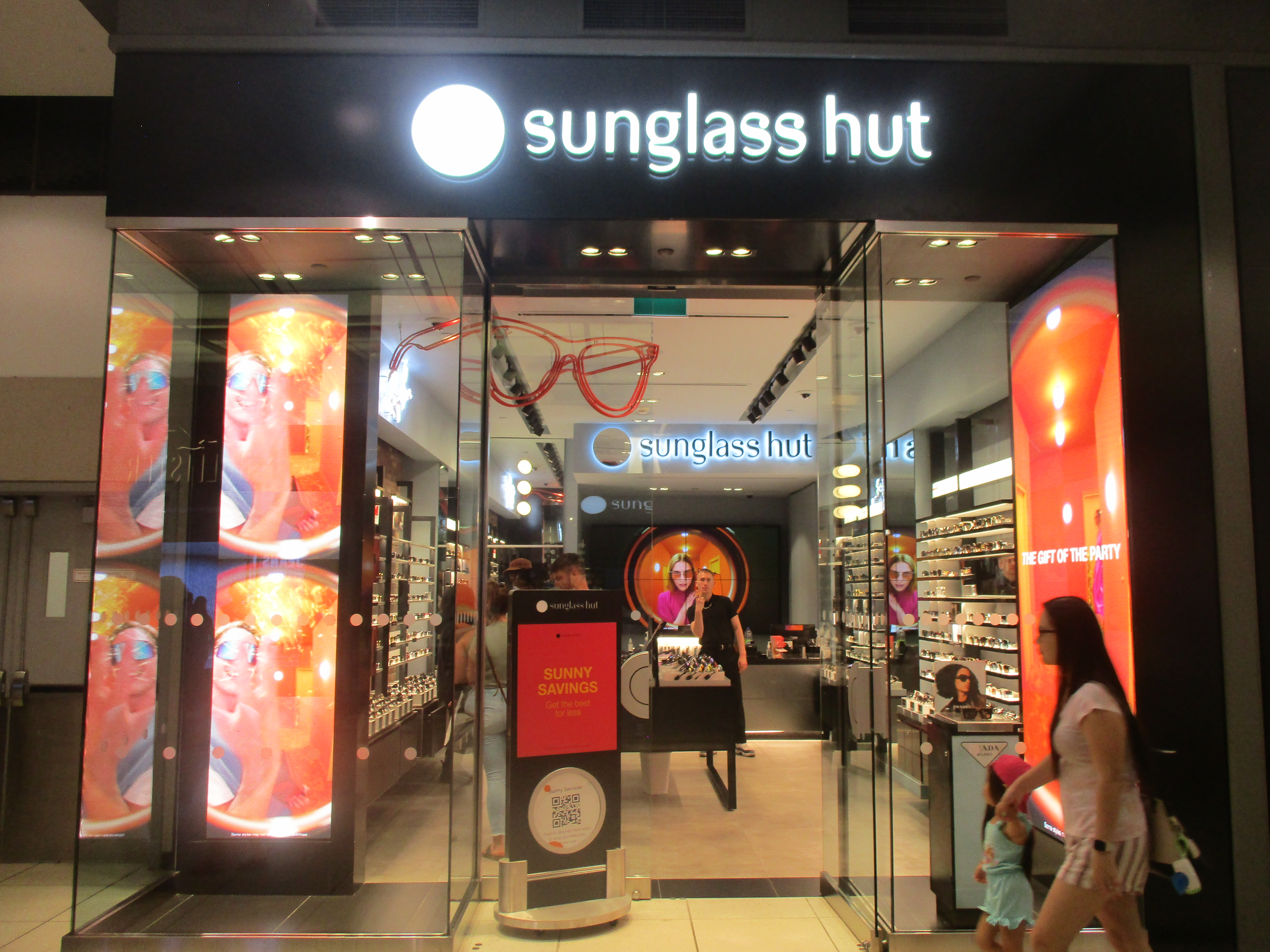
Tienda de Sunglass Hut enn Toronto

La venta minorista de gafas es un negocio en constante crecimiento, impulsado por el aumento de la población mundial, el desarrollo económico, el mayor poder adquisitivo de los consumidores y la prevalencia global de las enfermedades oculares. El aumento del uso de pantallas digitales ha provocado un aumento de problemas visuales, cataratas, miopía, hipermetropía, queratoconjuntivitis seca, síndrome visual informático y diplopía. Las gafas de sol representaron el 42% del mercado mundial de gafas en 2020. Protegen los ojos del daño solar y la conjuntivitis, pero también se venden como accesorios de moda, y muchos consumidores optan por tener varias gafas de sol para diferentes ocasiones.
EssilorLuxottica controla una porción dominante del mercado minorista de gafas. En 2021, la mayor cadena minorista de gafas en Estados Unidos en términos de ingresos por ventas fue Vision Source, subsidiaria de Essilor, con ventas por 2.672 millones de dólares en 2021. Las cadenas controladas por la división Luxottica de EssilorLuxottica, que incluyen LensCrafters y Sunglass Hut, obtuvieron un total combinado de 2.410 millones de dólares ese mismo año. La mayor cadena no perteneciente a Luxottica en términos de ventas fue National Vision Holdings, con unas ventas de 2.080 millones de dólares.
| Compañía                 | Ventas en 2021 (en millones de dólares) | Marcas minoristas propias                                                                  | Refs          |
| ------------------------ | --------------------------------------- | ------------------------------------------------------------------------------------------ | ------------- |
| EssilorLuxottica         | 5.082                                   | Vision Source; Sunglass Hut; LensCrafters; Pearle Vision; Target Optical; Ray-Ban; Oakley  | [ 64 ] [ 65 ] |
| National Vision Holdings | 2.080                                   | AC Lens; America's Best; Eyeglass World; Walmart Vision Center; Vista Optical (Fred Meyer) | [ 66 ]        |
| Walmart                  | 1.748                                   |                                                                                            |               |
| Eyecare Partners         | 1.566                                   |                                                                                            |               |
| Costco Optical           | 1.402                                   |                                                                                            |               |
| VSP Vision Care          | 1.140                                   | Marchon Eyewear; Visionworks                                                               |               |
| Capital Vision Services  | 1.108                                   | MyEyeDr                                                                                    | [ 67 ]        |
| Warby Parker             | 534                                     |                                                                                            |               |

## Tipos
Las gafas pueden marcarse o encontrarse por su función principal, pero también aparecen en combinaciones como gafas de sol graduadas o gafas de seguridad con aumento mejorado.

### Correctivas

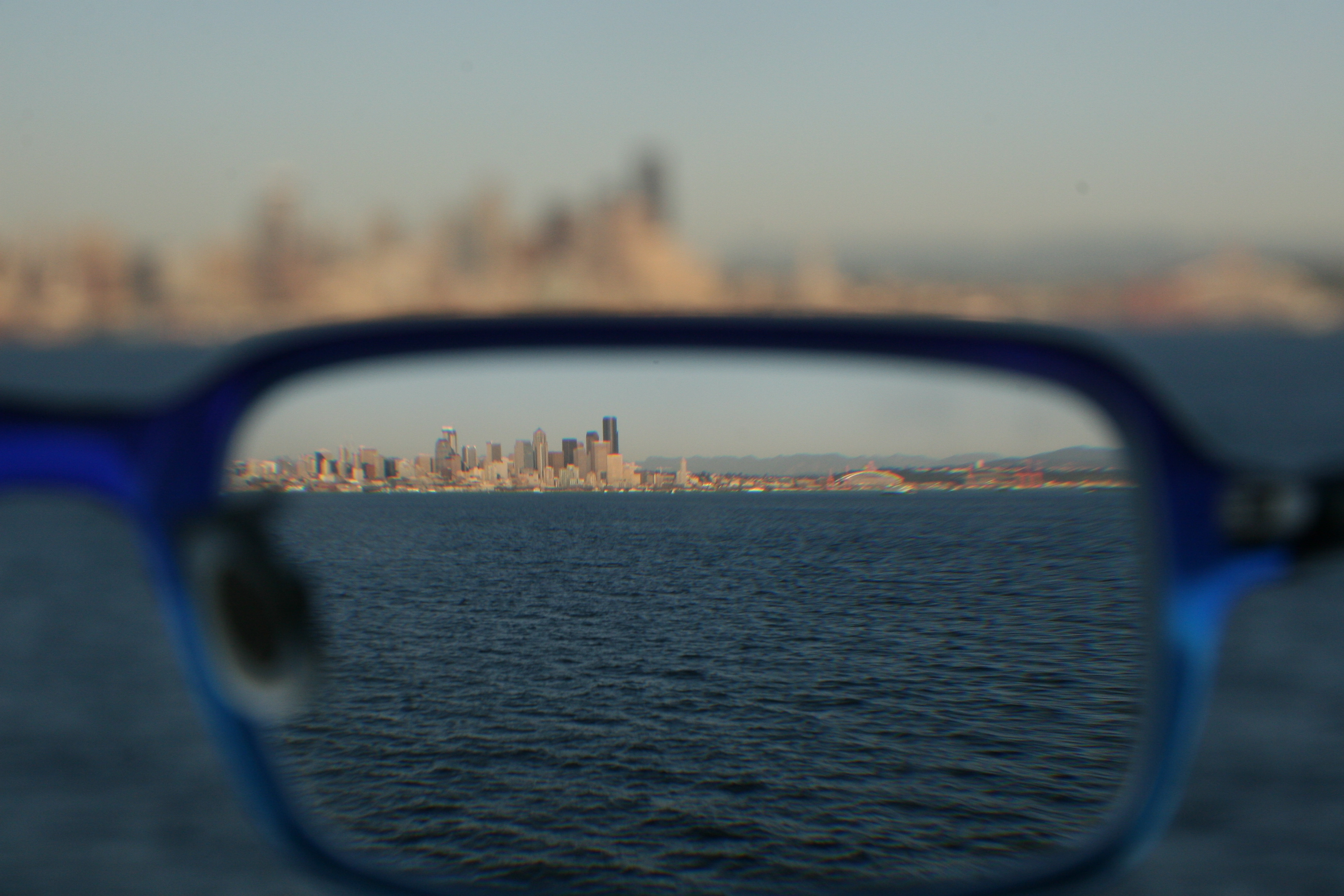
Una línea del horizonte vista a través de una lente correctora, mostrando el efecto de la refracción.

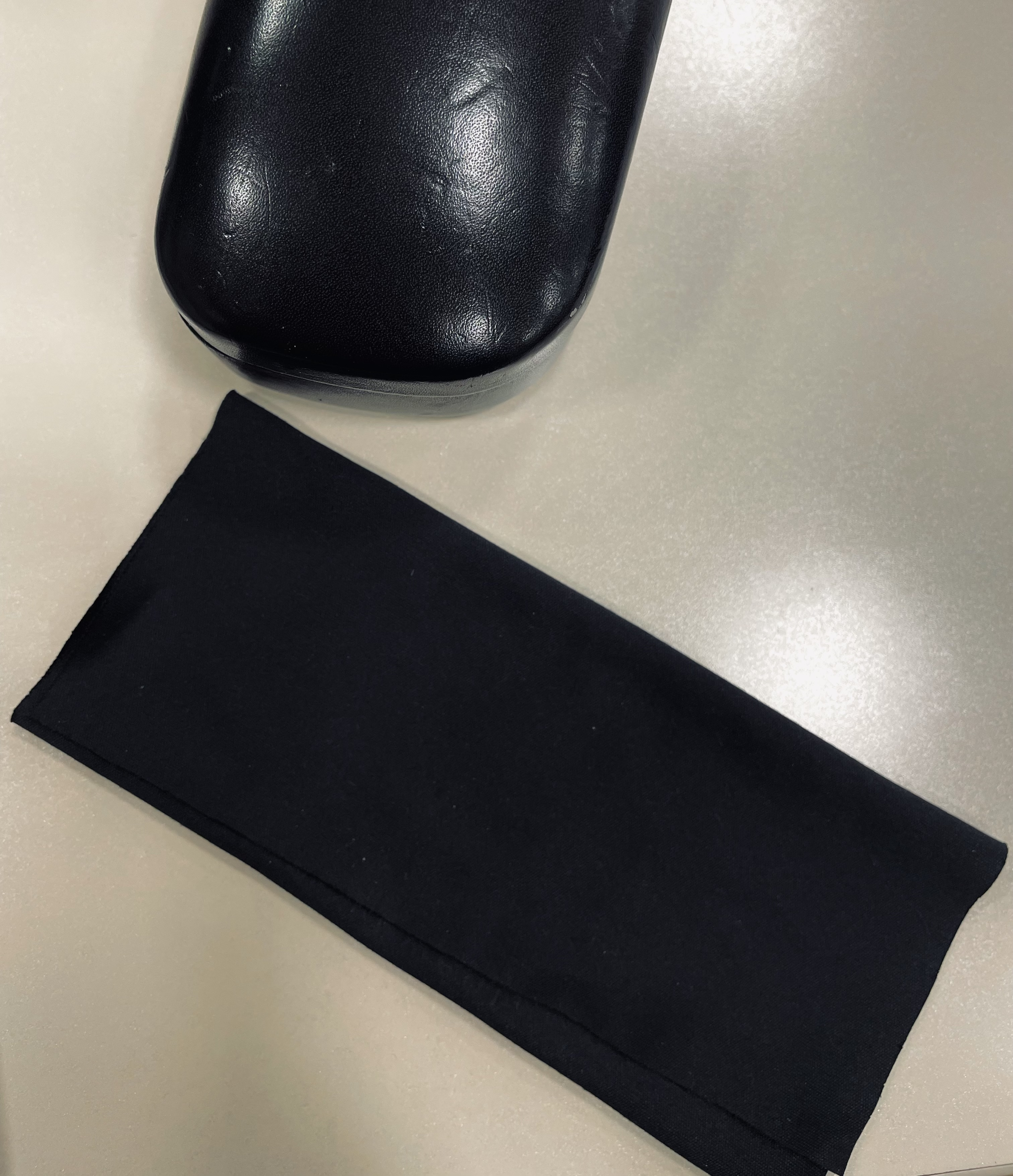
Paño de microfibra diseñado para limpiar lentes correctoras sin rayar los cristales sensibles

Las lentes correctoras se utilizan para corregir  errores de refracción desviando la luz que entra en el ojo con el fin de aliviar los efectos de afecciones como miopía (miopía), hipermetropía (hipermetropía) o astigmatismo. La capacidad de los ojos para acomodar su enfoque a cerca y lejos se altera con el tiempo. Una afección frecuente en personas de más de cuarenta años es la presbicia, que se debe a que la lente del ojo pierde elasticidad, lo que reduce progresivamente la capacidad de acomodación (es decir, de enfocar objetos cercanos al ojo). Pocas personas tienen un par de ojos con características refractivas exactamente iguales; un ojo puede necesitar una lente "más fuerte" (es decir, más refractiva) que el otro.
Las lentes correctoras vuelven a enfocar la imagen en la retina. Se fabrican de acuerdo con la prescripción de un oftalmólogo u optometrista. Se puede utilizar un  lentómetro para verificar las especificaciones de un par de gafas existente. Las gafas correctoras pueden mejorar significativamente la calidad de vida del usuario. No sólo mejoran la experiencia visual del usuario, sino que también pueden reducir los problemas derivados de la fatiga visual, como dolores de cabeza o bizquera.
El tipo más común de lente correctora es la "monofocal", que tiene un índice de refracción uniforme. Para las personas con presbicia e hipermetropía, las gafas bifocales y  trifocales proporcionan dos o tres índices de refracción diferentes, respectivamente, y las  lentes progresivas tienen un gradiente continuo. Las lentes también pueden fabricarse con índices de refracción altos, lo que les permite ser más ligeras y delgadas que sus homólogas con índices de refracción "bajos".
Las gafas de lectura proporcionan un juego separado de gafas para enfocar objetos cercanos. Las gafas de lectura pueden adquirirse sin receta en las farmacias, y ofrecen una solución práctica y barata, aunque tienen un par de lentes simples de igual potencia, por lo que no corrigen problemas de refracción como el astigmatismo o las variaciones refractivas o prismáticas entre el ojo izquierdo y el derecho. Para la corrección total de la vista del individuo, se necesitan gafas que cumplan una prescripción oftalmológica reciente.
Las personas que necesitan gafas para ver suelen tener restricciones de lentes correctoras en sus  permisos de conducir que les obligan a llevar las gafas cada vez que conducen o se arriesgan a multas o penas de cárcel.
Algunos ejércitos entregan gafas graduadas a los militares. Suelen ser gafas GI. Muchas prisiones estatales de Estados Unidos entregan gafas a los reclusos, a menudo en forma de gafas de aviador de plástico transparente.
Las gafas de enfoque ajustable pueden utilizarse para sustituir a las gafas bifocales o trifocales, o para fabricar gafas monofocales más baratas (ya que no tienen que fabricarse a medida para cada persona).
Las gafas estenopeicas son un tipo de gafas correctoras que no utilizan lentes. En realidad, las gafas estenopeicas no refractan la luz ni cambian la distancia focal. En su lugar, crean un sistema limitado de difracción, que tiene una mayor profundidad de campo, similar al uso de una pequeña apertura en fotografía.  Esta forma de corrección tiene muchas limitaciones que impiden que gane popularidad en el uso cotidiano. Las gafas estenopeicas pueden fabricarse de forma DIY haciendo pequeños agujeros en un trozo de cartulina que luego se sujeta delante de los ojos con una correa o brazos de cartón.

### Seguridad

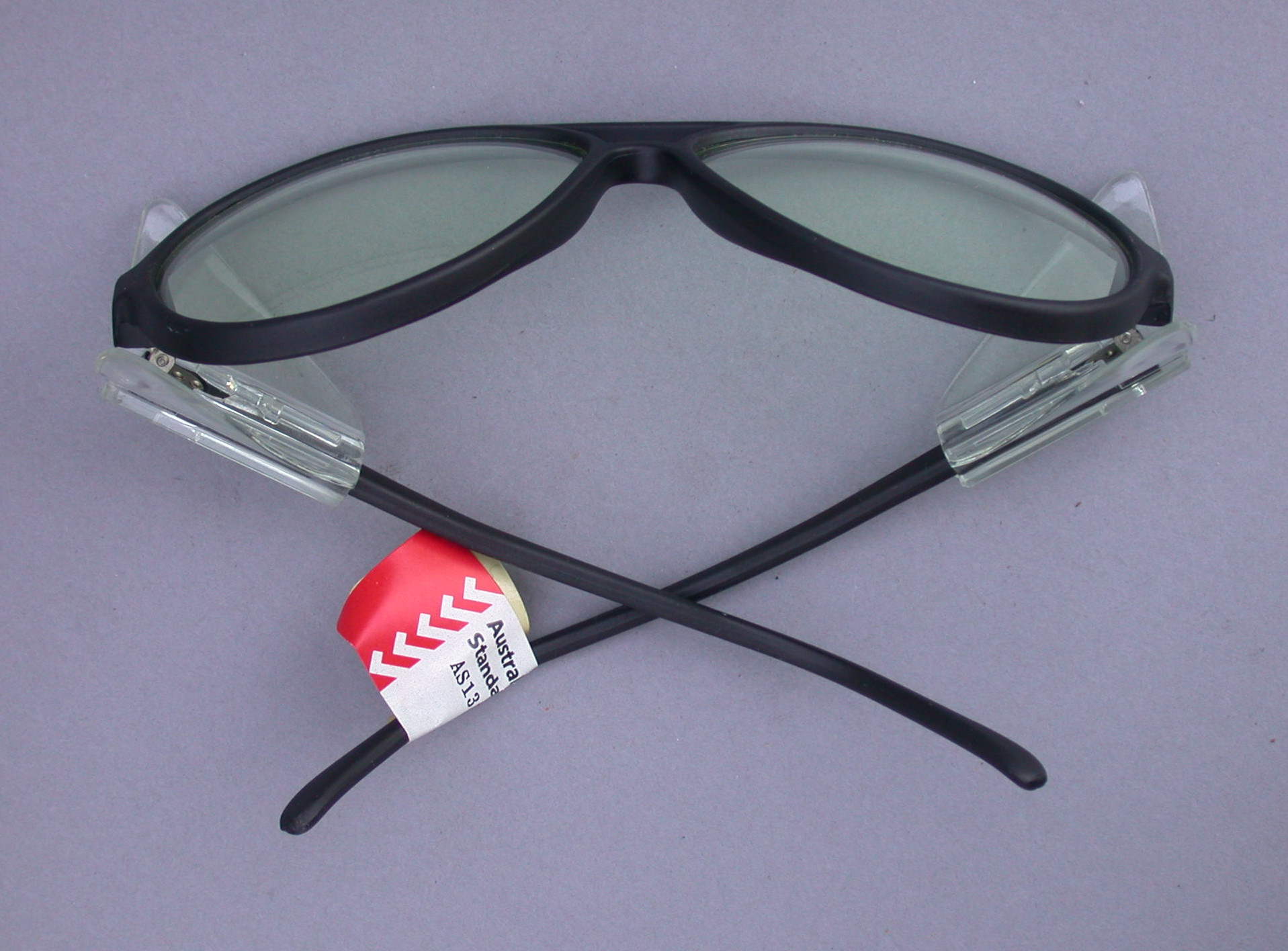
Gafas de seguridad con protectores laterales

Las gafas de seguridad se utilizan para proteger los ojos en diversas situaciones. Están fabricadas con lentes de plástico a prueba de roturas para proteger el ojo de escombros voladores u otras materias. Los obreros de la construcción, los trabajadores de fábricas, los maquinistas y los técnicos de laboratorio suelen estar obligados a llevar gafas de seguridad para proteger los ojos de los escombros que salen despedidos o de salpicaduras peligrosas, como sangre o sustancias químicas. Desde 2017, los dentistas y cirujanos de Canadá y otros países están obligados a llevar gafas de seguridad para protegerse de las infecciones provocadas por la sangre u otros fluidos corporales de los pacientes. También existen gafas de seguridad para soldadura, que tienen un estilo similar al de las gafas de sol envolventes, pero con cristales mucho más oscuros, para su uso en soldaduras en las que un casco de soldador de tamaño normal resulta incómodo o inconveniente. A menudo se denominan "gafas de destello" porque protegen del destello de la soldadura. Las monturas de nailon suelen utilizarse para gafas de protección para deportes debido a sus propiedades de ligereza y flexibilidad. A diferencia de la mayoría de las gafas normales, las gafas de seguridad suelen incluir protección tanto al lado de los ojos como delante de ellos.

## Materiales

### Lentes
Las lentes de las gafas se fabricaban en vidrio, sin embargo, actualmente se utilizan otros materiales más livianos y resistentes, tales como los polímeros orgánicos y el policarbonato.
- Cristal mineral: Presentan una mayor dureza y resistencia a las rayaduras; sin embargo son más pesadas y tienen una baja resistencia al impacto. Existen diferentes lentes con distintos índices de refracción, dependiendo de los espesores de borde o de centro; los índices más habituales son 1,53, 1,6, 1,7, 1,8 y 1,9.

- Material orgánico: Se trata de un polímero plástico. Las lentes de este material son más flexibles y resistentes que las de cristal mineral, además de que su peso se reduce hasta en un 50 %. Sin embargo su resistencia a las rayaduras es menor, aunque actualmente existen tratamientos superficiales que permiten mayor dureza; es adecuado para niños y actividades deportivas. Al igual que el cristal mineral existen diferentes índices de refracción, los más comunes en el material orgánico son. 1.5, 1.56, 1.6, 1.67, 1.7, 1.74, y 1.76.

- Policarbonato: Las lentes de policarbonato son más delgadas y livianas que las orgánicas (en el caso de las lentes orgánicas que poseen un índice de refracción de hasta 1.56). Estas lentes presentan un índice de refracción de (1,59), lo que las hace lucir estéticamente muy delgadas en la mayoría de los armazones, además de ser resistentes a los impactos, por lo que son muy utilizadas para actividades deportivas. Son apropiadas para realizar ranuras y perforaciones, en armazones que no cuentan con un aro completo.

### Monturas

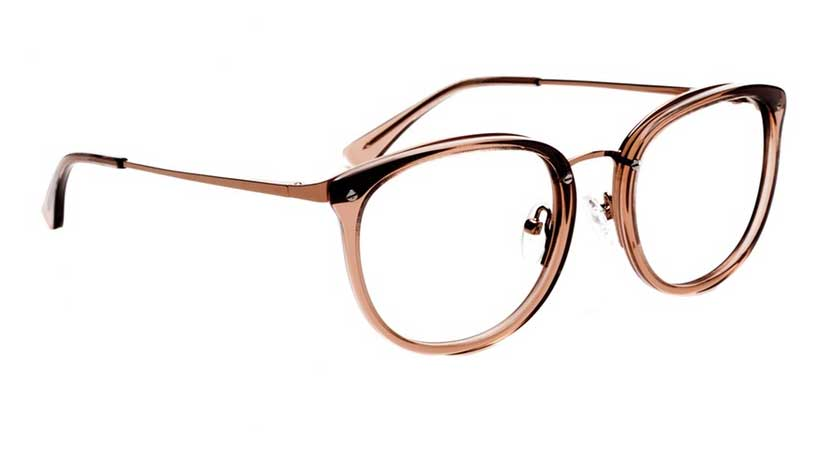
Montura de vista

Originalmente los armazones o monturas eran fabricados en hierro o en acero, posteriormente comenzaron a usarse resinas para reducir el peso de los armazones, sin embargo éstas resultaban demasiado rígidas y tendían a romperse con los impactos y bajo torsión. Estas monturas son producto sanitario y como tales llevan marcado CE de conformidad.
Actualmente los armazones de las gafas se fabrican en aleaciones de aluminio o titanio, lo que las hace extremadamente ligeras, pero a la vez flexibles y capaces de resistir impactos sin doblarse o partirse.

#### Las medidas de la montura
Las monturas tienen un estándar de medidas que nos sirve para comparar entre monturas. Este sistema de métricas tiene un primer número seguido de un cuadrado separador y otros dos números.
El primer número indica el diámetro del cristal en milímetros, el segundo número indica el ancho del puente y el tercero el largo de la patilla, también en milímetros. Estas medidas permiten comparar entre modelos distintos. Las dos últimas medidas, ancho del puente y longitud de la patilla, son las que más influyen en la comodidad de uso de las gafas.

## Cuadro sinóptico
| Gafas/anteojos    | Belay Lente bifocal Browline Ojo de mosca Ojo de gato Ojo de gallina GI Groucho Montura de carey Sin lentes Impertinentes Ópera Monóculo Quevedos Estenopeicas Sin montura Tijera Tiro Inteligentes Trifocales Windsor Rayos X |
| Gafas de sol      | Aviador De espejo Filtro solar Gafas de contraventana Wayfarer |
| Gafas protectoras | Balísticas Adaptador oscuro Gafas Doggles Visión fatal Gafas simuladoras de niebla Visión nocturna Gafas para nieve Gafas suecas Invertidas Soldadura                                                                          |
| Otros tipos       | Sistema 3D de obturador activo Casco de realidad virtual Gafas anaglifas |

## Galería

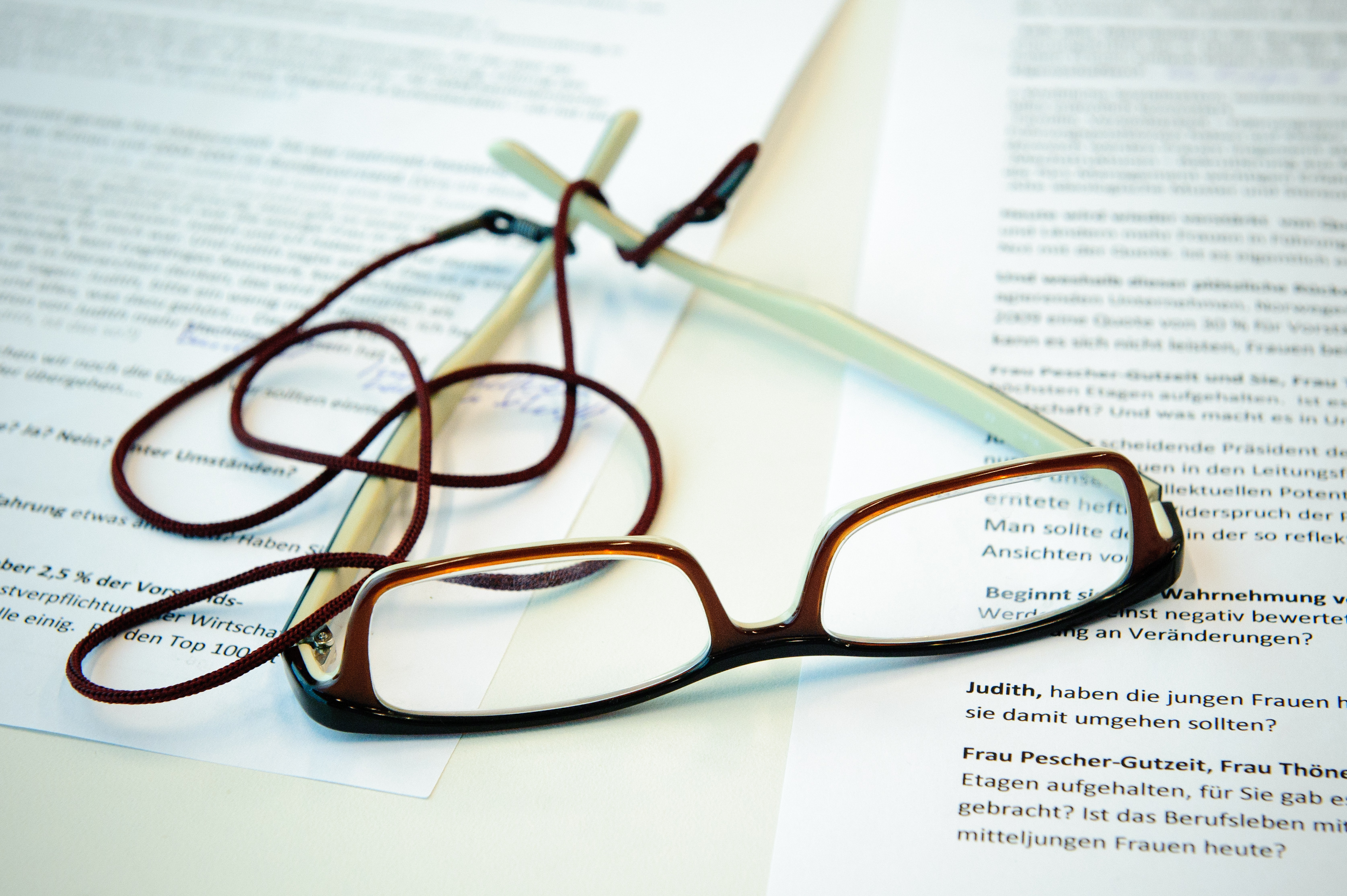
Gafas de lectura
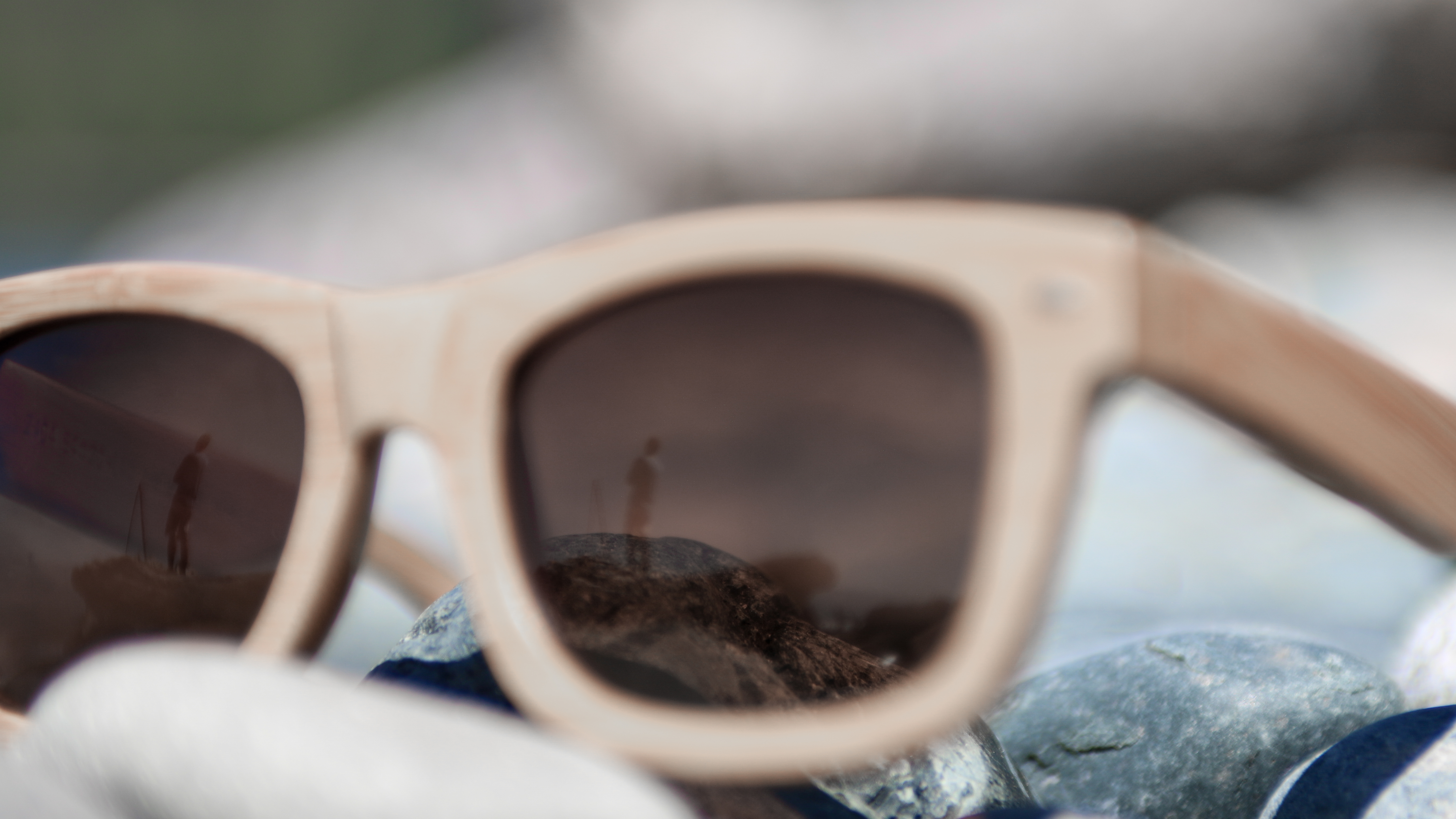
Gafas de sol
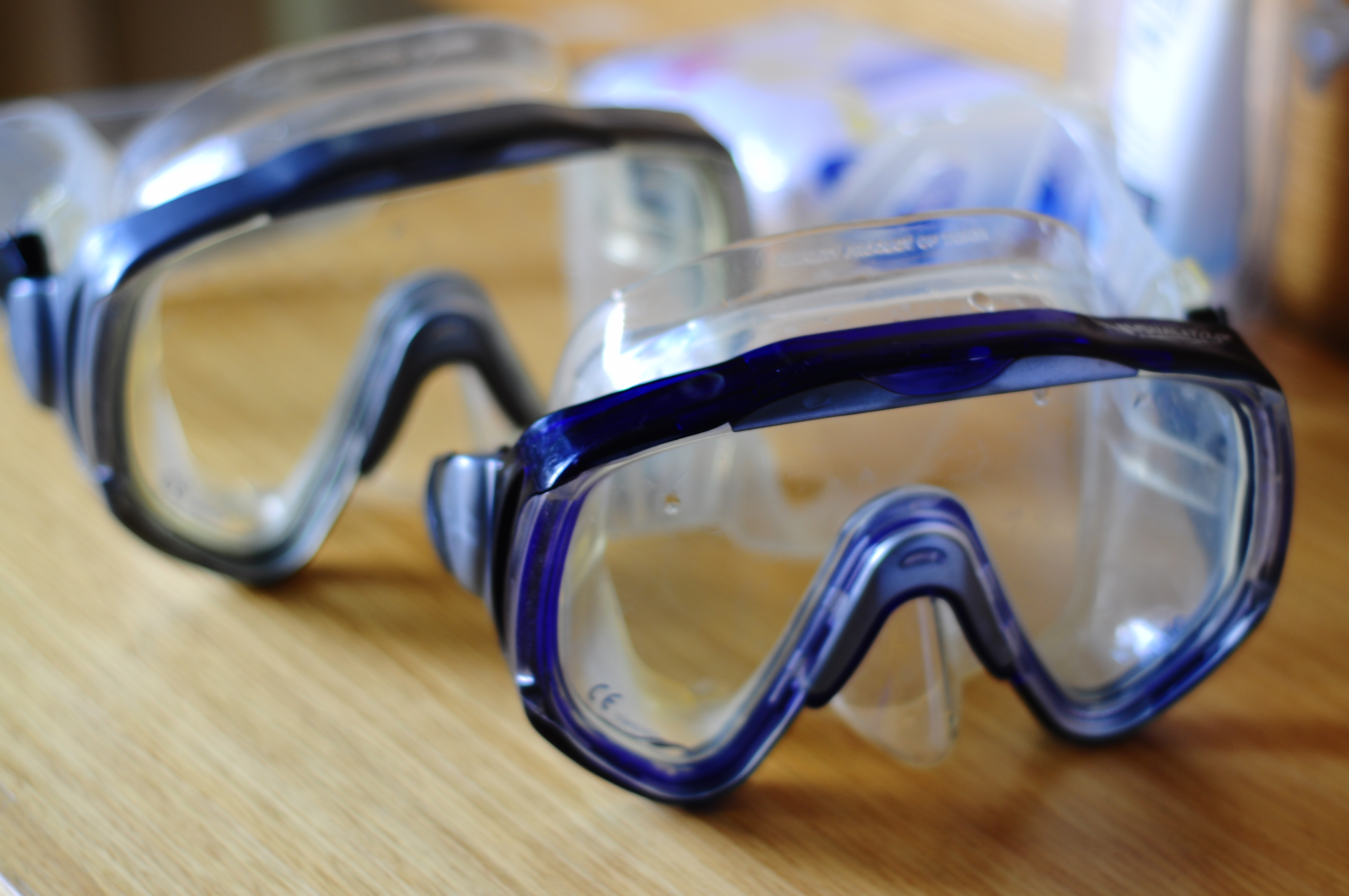
Gafas de buceo
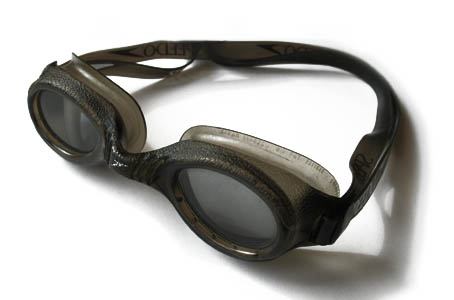
Gafas de natación
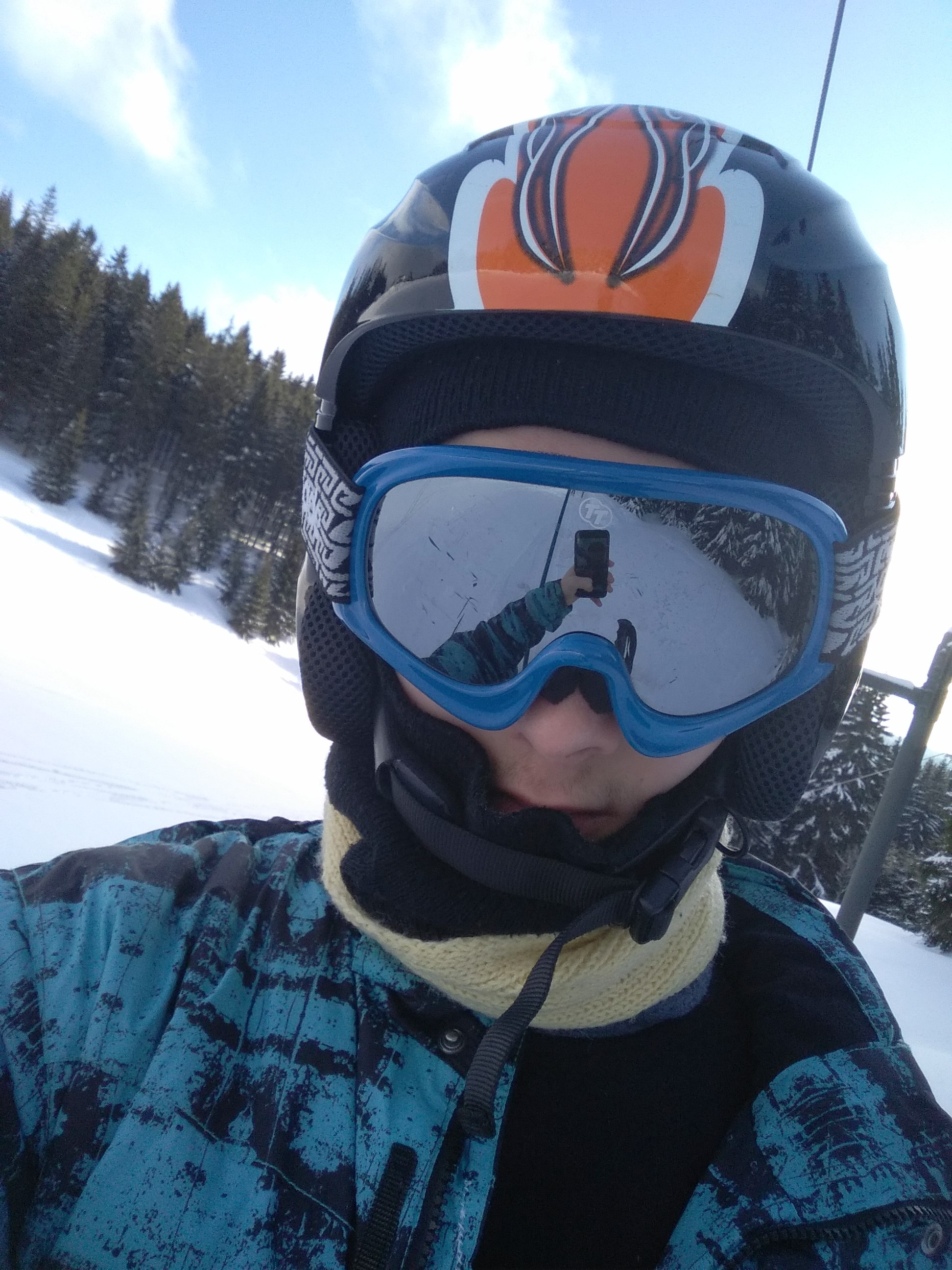
Gafas de esquí
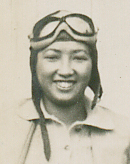
Gafas de aviador
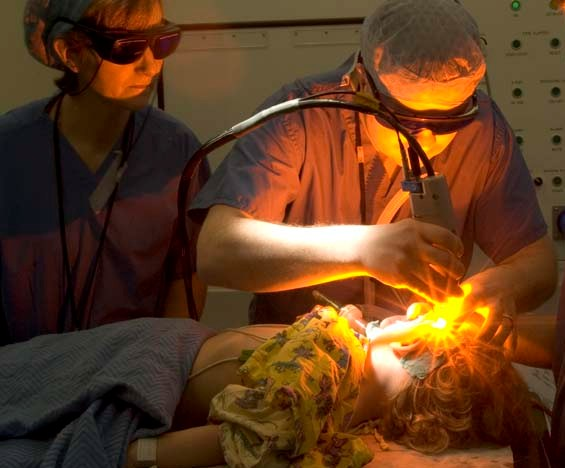
Gafas protectoras
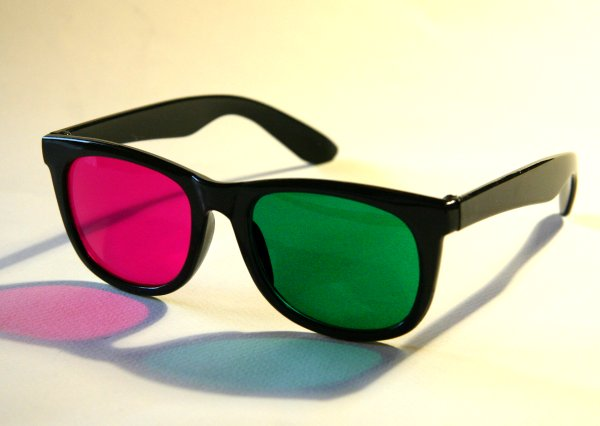
Gafas para visión 3D
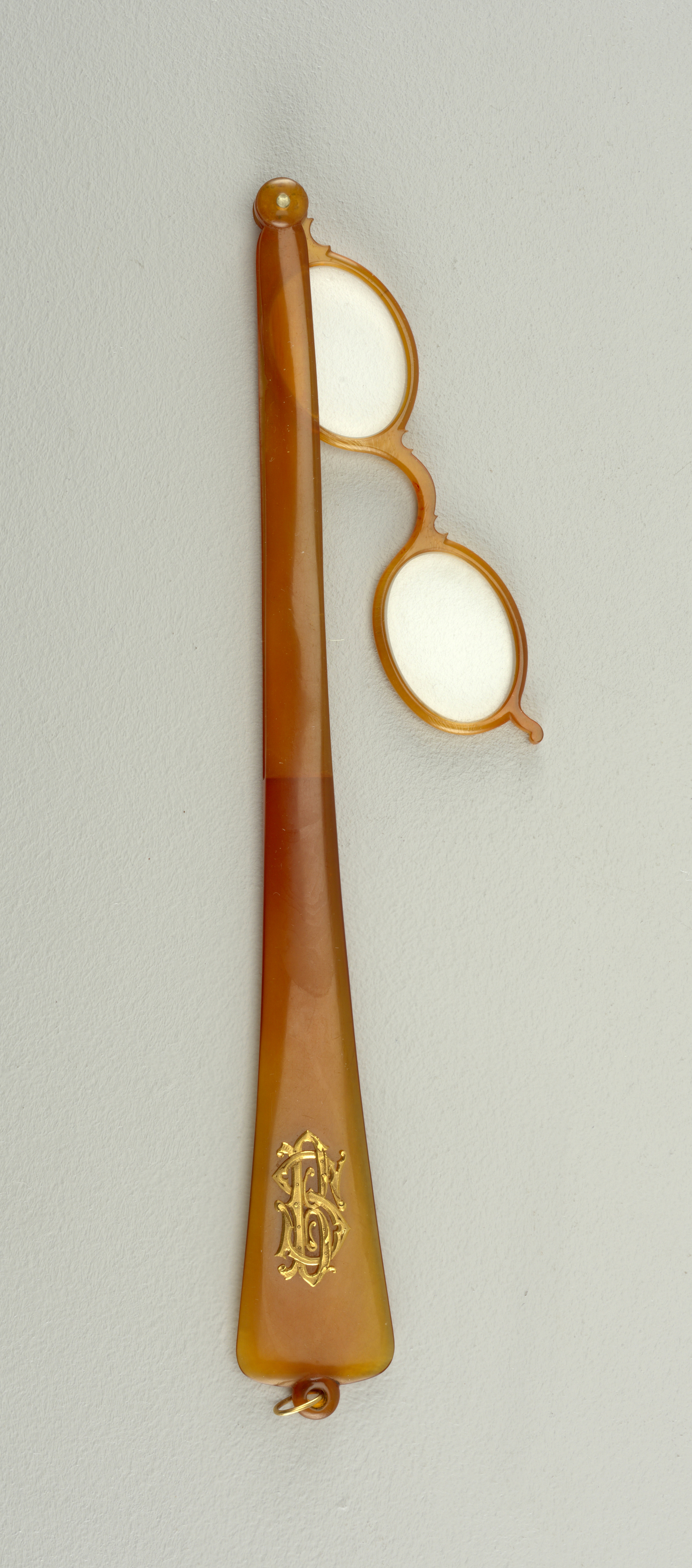
Impertinentes
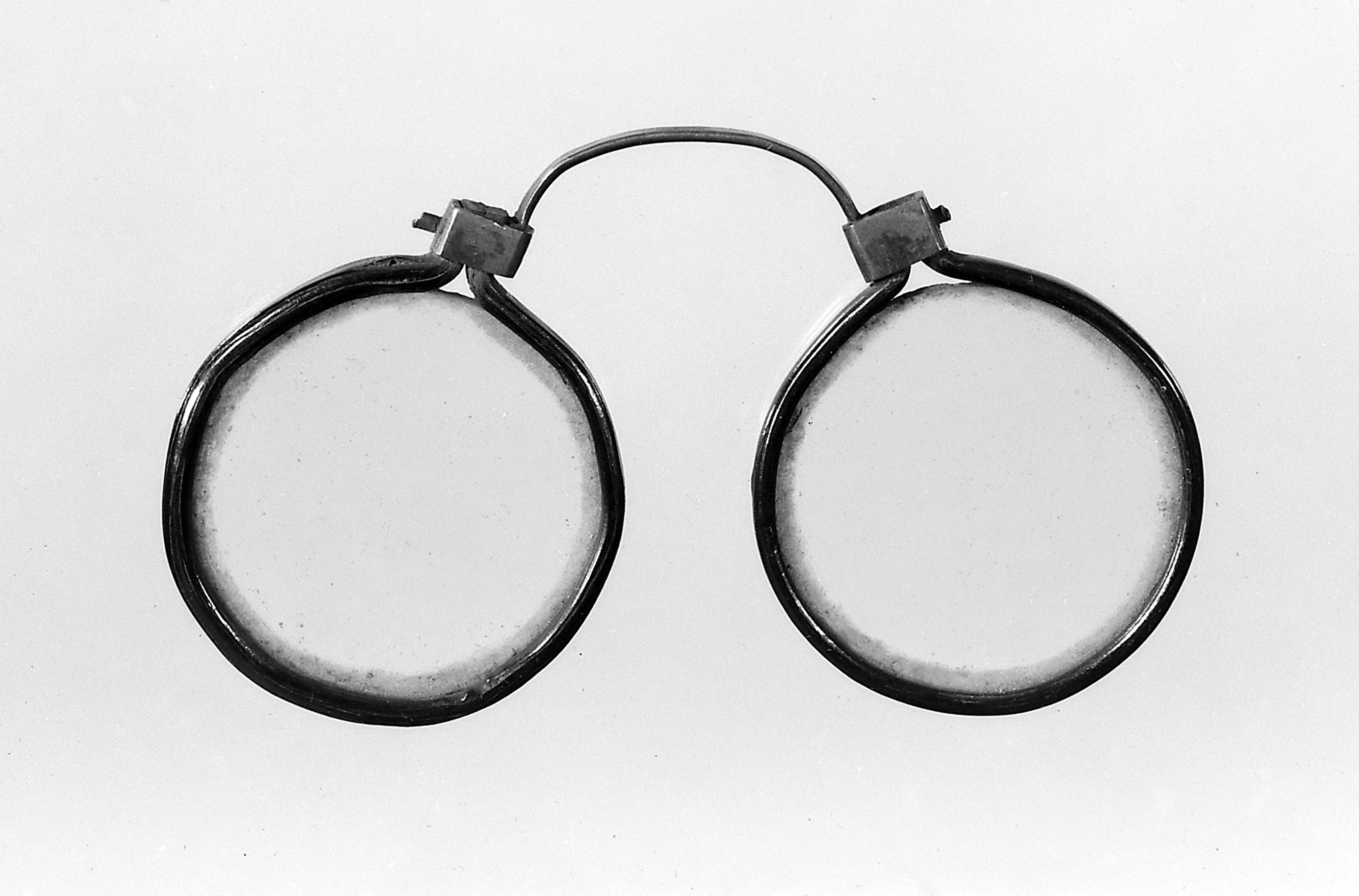
Quevedos
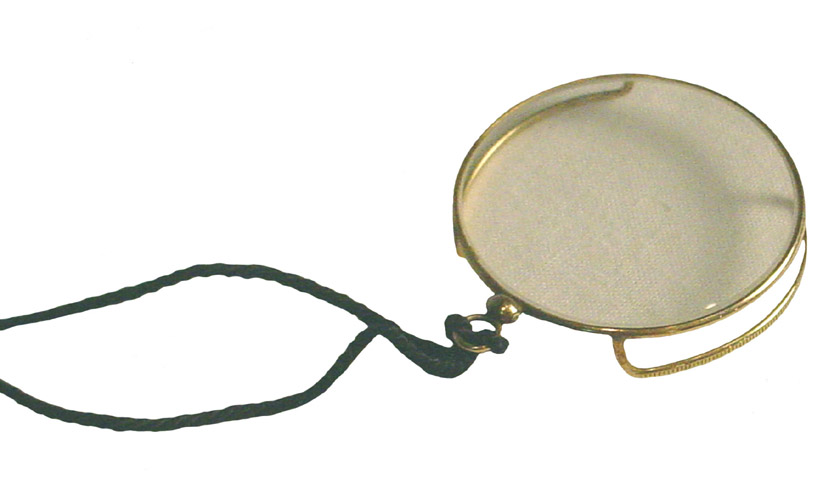
Monóculo
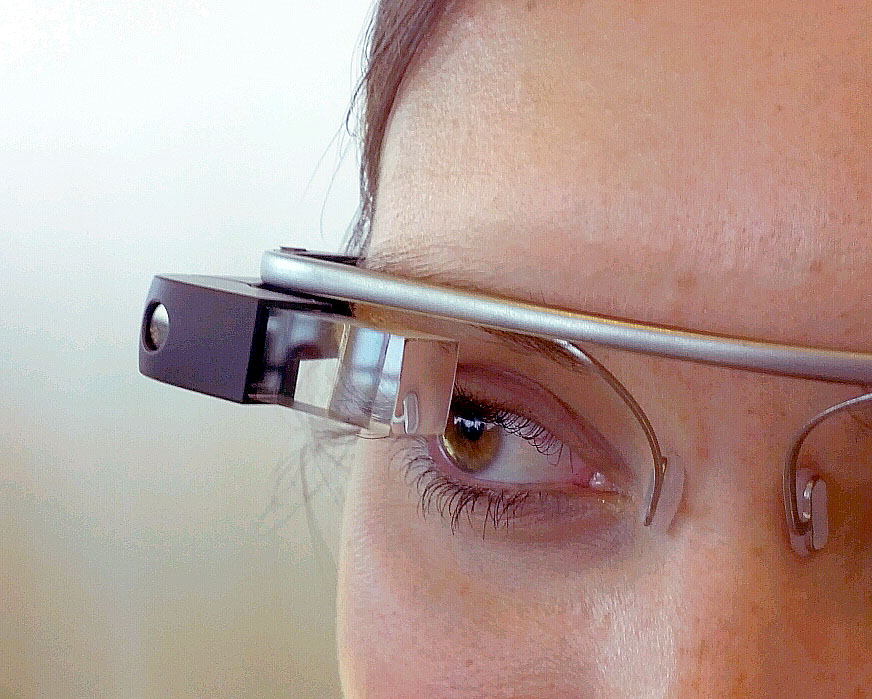
Gafas Google